# Nocardia vermiculata
Espèce
Nocardia vermiculata est une espèce de bactéries de la famille des Nocardiaceae.

## Taxonomie
Le nom correct complet (avec auteur) de ce taxon est Nocardia vermiculata Kageyama et al. 2005.

### Étymologie
L'étymologie du nom spécifique de N. vermiculata est la suivante : ver.mi.cu.la.ta. N.L. fem. adj. vermiculata, en forme de vers, fait référence à la morphologie du mycélium aérien.